# Jean-Claude Lebensztejn
 (novembre 2015).
Jean-Claude Lebensztejn (né en 1942) est un historien d'art, critique, commissaire d'exposition, théoricien, écrivain et traducteur français.

## Biographie
Admis en 1963 au concours d'entrée à l'École normale supérieure, Jean-Claude Lebensztejn est agrégé des lettres et docteur d’État en histoire de l'art. Professeur à l'Université Paris I – Panthéon-Sorbonne, il a également enseigné à l'étranger, en particulier aux États-Unis et à Taiwan. Il est l'auteur de nombreux ouvrages sur les arts figurés, le cinéma et la musique.
Il a été l'un des commissaires de l'exposition Hyperréalismes : USA 1965-1975, qui s'est tenue au Musée d'Art moderne et contemporain de Strasbourg du 27 juin au 5 octobre 2003.

## Publications

### Ouvrages
- La Fourche, Paris, Gallimard, coll. « Le Chemin », 1972, 195 p.
- Zigzag, Paris, Flammarion, coll. « La Philosophie en effet », 1981, 478 p. (ISBN 2-08-212510-6)
- Imiter sans fin : le chant de l'aimable Angelette, Lyon, Éd. du Limon, 1981, 27 p. (ISBN 2-907224-03-4) [à propos du madrigal « Mentre vaga Angioletta » (SV 157) de Claudio Monteverdi]
- Chahut, Paris, Hazan, coll. « Collection 35/37 », 1989, 151 p. (ISBN 2-85025-204-2) [concerne le tableau du même nom de Georges Seurat]
- L'Art de la tache : introduction à la « Nouvelle méthode » d'Alexander Cozens, Montélimar, Éd. du Limon, 1990, 505 + 59 (ISBN 2-907224-14-X) [contient le texte et la traduction française de « A new method of assisting the invention in drawing original compositions of landscape » d'A. Cozens (1785). Version remaniée d'une thèse de doctorat soutenue en 1984]
- Le Journal de Jacopo da Pontormo, trad. par J.-C. Lebensztejn avec la collab. d'Alessandro Parronchi, Paris, Éd. Aldines, coll. « Monographies », 1992, 358 p.
- Brice Marden, Malcolm Morley, Paul Sharits : écrits sur l'art récent, Paris, Éd. Aldines, coll. « Bibliothèque aldine », 1995, 218 p.  (ISBN 2-910336-00-X)
- Les Couilles de Cézanne. Suivi de Persistance de la mémoire, Paris, Séguier, coll. « Carré d'art », 1995, 96 p. (ISBN 2-84049-051-X) [articles publiés dans la revue Critique en 1988 et 1993]
- De l'imitation dans les beaux-arts, Paris, Carré, coll. « Arts & esthétique », 1996, 93 p. (ISBN 2-908393-34-4) [articles publiés dans diverses revues de 1982 à 1993]
- Annexes - de l'œuvre d'art, Bruxelles, Éd. La Part de l'œil, 1999, 269 p.  (ISBN 2-930174-09-9) [recueil de textes rédigés entre 1967 et 1986]
- Malcolm Morley : itinéraires, Genève, Musée d'Art moderne et contemporain, 2002, 263 p. (ISBN 2-940159-23-8)
- Miaulique : fantaisie chromatique, Paris, Le Passage, 2002, 94 p. (ISBN 2-84742-014-2) [concerne le chat dans l'art]
- Manières de table, Paris, Bayard, coll. « Le Rayon des curiosités », 2004, 120 p. (ISBN 2-227-47365-7)
- Études cézanniennes, Paris, Flammarion, 2006, 92 p. (ISBN 2-08-011604-5)
- Pygmalion, Dijon, Les Presses du réel, coll. « Fabula », 2009, 91 p. (ISBN 978-2-84066-335-5)
- Déplacements, Dijon, Les Presses du réel, coll. « Fabula », 2013, 221 p. (ISBN 978-2-84066-659-2) [recueil d'articles concernant les normes du goût et des valeurs esthétiques. Certains d'entre eux, publiés entre 1992 et 2012, étaient d'accès difficile ; les autres sont inédits]
- Figures pissantes : 1280-2014, Paris, Éd. Macula, coll. « Patte d'oie », 2016, 163 p. (ISBN 978-2-86589-087-3), 33 exemplaires enrichis d'une sérigraphie originale d'Éric Poitevin [sur les représentations, de l’Antiquité tardive à nos jours, d'enfants et d'adultes en train d’uriner]
- Kafka, Sade, Lautréamont : rêve déchiré, Dijon, Les Presses du réel, 2017, 137 + 4 (ISBN 978-2-84066-921-0)
- La Maison du sommeil, Paris, INHA, coll. « Dits », 2018, 41 p.  (ISBN 978-2-917902-45-5) [version remaniée du texte d'une conférence tenue à l'auditorium du Musée du Louvre en 1996]
- "Servez citron". Un ensemble de photographies par Éric Poitevin d'assiettes desservies chez Troisgros, accompagné des recettes afférentes, piqué de "Restes de table", un essai par Jean-Claude Lebensztejn, aux Éditions Macula, Paris, Macula, 2020  (ISBN 978-2-86589-122-1)
- Propos filmiques. En pure perte, avant-propos par Philippe-Alain Michaud, Paris, Éditions Macula, 2021, 372 p.  (ISBN 978-2-86589-130-6)
- Rafistolages. (James, Burroughs, Kafka, Proust, Platon, Marivaux, Donne, Autophagie, Palmarès), Paris, Éditions Macula, 2023  (ISBN 978-2-86589-147-4)